# Liste der Baudenkmale in Gnevkow
In der Liste der Baudenkmale in Gnevkow sind alle denkmalgeschützten Bauten der Gemeinde Gnevkow (Mecklenburg-Vorpommern) und ihrer Ortsteile aufgelistet.
Grundlage ist die Veröffentlichung der Denkmalliste des Landkreises Mecklenburgische Seenplatte (Auszug) vom 20. Januar 2017.

## Baudenkmale nach Ortsteilen

### Gnevkow
| ID  | Lage               | Bezeichnung                                                         | Beschreibung | Bild                                                                |
| --- | ------------------ | ------------------------------------------------------------------- | ------------ | ------------------------------------------------------------------- |
| 401 | Dorfstraße 20      | Feldsteinscheune                                                    |              |                                                                     |
| 402 | Dorfstraße 29      | Bauernhof mit Wohnhaus,                                             |              |                                                                     |
| 402 |                    | Wirtschaftsgebäude I,                                               |              |                                                                     |
| 402 |                    | Wirtschaftsgebäude II und                                           |              |                                                                     |
| 402 |                    | Einfassung mit Toren und Pfeilern                                   |              |                                                                     |
| 404 | Dorfstraße 15      | Gutspark                                                            |              |                                                                     |
| 405 | Dorfstraße (Karte) | Kirche mit                                                          |              | Kirche mit                                                          |
| 405 |                    | Glocke von 1827 (im freistehenden, neuerrichteten Glockenstuhl) und |              | Glocke von 1827 (im freistehenden, neuerrichteten Glockenstuhl) und |
| 405 |                    | Friedhof,                                                           |              |                                                                     |
| 405 |                    | Feldsteintrockenmauer                                               |              |                                                                     |

### Letzin
| ID  | Lage               | Bezeichnung                 | Beschreibung | Bild           |
| --- | ------------------ | --------------------------- | ------------ | -------------- |
| 405 |                    | Grabstele mit Blume         |              |                |
| 626 | Letzin 32          | Katen                       |              |                |
| 627 | Letzin 62          | Gehöft Harker               |              |                |
| 628 | Dorfstraße         | Straßenpflaster             |              |                |
| 629 | Dorfstraße (Karte) | Kirche mit                  |              | Weitere Bilder |
| 629 |                    | Feldsteintrockenmauer und   |              |                |
| 629 |                    | klassizistischen Grabstelen |              |                |

### Prützen
| ID   | Lage                               | Bezeichnung        | Beschreibung | Bild            |
| ---- | ---------------------------------- | ------------------ | ------------ | --------------- |
| 630  | Letzin, (am Weg Letzin nach Seltz) | Windmühle          |              |                 |
| 1208 | Prützen 2                          | Bauernhaus         |              |                 |
| 1209 | Prützen 3                          | Bauernhaus mit     |              |                 |
| 1209 |                                    | Stall und          |              |                 |
| 1209 |                                    | Feldsteinmauer     |              |                 |
| 1210 | Prützen 4                          | Bauernhaus         |              |                 |
| 1211 | Prützen 5                          | Bauernhaus         |              |                 |
| 890  | Prützen 7                          | Wohnhaus mit       |              |                 |
| 890  |                                    | Scheune und        |              |                 |
| 890  |                                    | Handschwengelpumpe |              |                 |
| 891  | Prützen 8 (Karte)                  | Wohnhaus           |              | Wohnhaus        |
| 892  | Prützen 12                         | Wohnhaus mit       |              |                 |
| 892  | Prützen 11                         | Stallscheune       |              |                 |
| 894  | Prützen (Karte)                    | Kirche mit         |              | Weitere Bilder  |
| 894  |                                    | Friedhof und       |              |                 |
| 894  |                                    | Feldsteinmauer     |              |                 |
| 895  | Prützen (gesamte Ortslage) (Karte) | Straßenpflaster    |              | Straßenpflaster |

## Quelle
- Karte der Baudenkmale im Geoportal des Landkreises